# Johannes Anker Larsen
Johannes Anker Larsen, född 18 september 1874 på Langeland, död 12 februari 1957, var en dansk författare, skådespelare och sceninstruktör.
Anker Larsen blev filosofie kandidat 1895, och efter några år som skådespelare vid Dagmarteatret 1905–1908 och Folketeatret 1908–1913 blev han sceninstruktör vid Det Ny Teater 1913–1915 och Folketeatret 1915–1919, Dagmarteatret 1919–1922 och Det Kongelige Teater från 1928.
Anker Larsen skrev romaner som De vises Sten (1923) och noveller, samt främst tillsammans med Egill Rostrup dramatiska arbeten, däribland de även i Sverige populära folkkomedierna Pigernes Alfred (1908) och Karen, Maren og Mette (1910).